# NGC 338
NGC 338 is een elliptisch sterrenstelsel in het sterrenbeeld Vissen. Het hemelobject ligt ongeveer 196 miljoen lichtjaar van de Aarde verwijderd en werd in 1877 ontdekt door de Duitse astronoom Ernst Wilhelm Leberecht Tempel.

## Synoniemen
- PGC 3611
- UGC 624
- MCG 5-3-34
- ZWG 501.61
- IRAS00578+3024